# 周鹏程
周鹏程（1936年10月4日—2005年4月25日），男，安徽广德人，中华人民共和国政治人物。

## 生平
1959年3月，毕业于安徽农学院，后留校任职。1966年4月，任共青团安徽省委副书记。1977年5月起，任共青团安徽省委书记，安徽省政协常委。1978年11月，任共青团中央书记处书记，兼任中华全国青年联合会副主席。1983年2月起，任北京农业大学党委副书记，兼任纪委书记。1985年5月至1995年9月，任北京农业大学党委书记。1995年9月，任中央农业管理干部学院院长。2005年去世。